# 太田豊紀
太田 豊紀（おおた とよき、1969年〈昭和44年〉4月26日 - ）は、日本のイベントプロデューサー、実業家。株式会社バーチャルキャスト代表取締役社長、株式会社LOGIC&MAGIC代表取締役社長、株式会社でほぎゃらりー代表取締役社長、株式会社Acro-music代表取締役、株式会社TOYO代表取締役。愛知県名古屋市出身。

## 経歴
神田外語大学を卒業後、1993年に五橋研究所に入社。1994年にランドポートに転職。1997年ドワンゴの設立に参画しドワンゴの取締役に就任。2001年にドワンゴの子会社としてコンポジットを設立し代表取締役社長に就任、音楽配信サービス「16メロミックス」（現・ドワンゴジェイピー）がヒットする。2005年にアニメソングライブイベントのAnimelo Summer Liveを創設。2006年ドワンゴと文化放送の合弁会社AG-ONE（現・MAGES.）の設立に参加し取締役に就任、2015年MAGES.の代表取締役社長に就任。2016年ドワンゴ、カラー、スタジオポノックの三社の出資会社でほぎゃらりーの代表取締役社長に就任。2019年ドワンゴの分社によりLOGIC&MAGICを設立し代表取締役社長に就任。2023年ドワンゴの子会社バーチャルキャストの代表取締役社長に就任。

## 略歴
- 1993年（平成5年）4月 - 株式会社五橋研究所入社[9]。
- 1994年（平成6年）8月 - ランドポート株式会社入社[9]。
- 1997年（平成9年）8月 - 株式会社ドワンゴ設立 取締役[9]。
- 1998年（平成10年）6月 - ランドポート株式会社取締役[9]。
- 2001年（平成13年）5月 - 株式会社コンポジット設立 代表取締役社長[9]。
- 2002年（平成14年）12月 - 株式会社ドワンゴ取締役[9]。
- 2005年（平成17年）12月 - 株式会社ドワンゴ執行役員副社長[10]。
- 2006年（平成18年）7月 - 株式会社AG-ONE（現・株式会社MAGES.）設立 取締役[11]。
- 2006年（平成18年）10月 - 株式会社スカイスクレイバー取締役[11]。
- 2006年（平成18年）12月 - 株式会社ドワンゴ取締役副社長[12]。
- 2007年（平成19年）2月 - 株式会社モバイルコンテンツ取締役[11]。
- 2008年（平成20年）12月 - 株式会社ニワンゴ取締役[11]。
- 2010年（平成22年）12月 - 株式会社ドワンゴ上級執行役員副社長。
- 2012年（平成24年）12月 - 株式会社ドワンゴ執行役員CPO[13]。
- 2014年（平成26年）9月 - 株式会社MAGES.取締役副社長[11]。
- 2014年（平成26年）10月 - 株式会社ドワンゴ取締役[14]。
- 2015年（平成27年）4月 - 株式会社MAGES.代表取締役社長[1]。
- 2016年（平成28年）6月 - 株式会社でほぎゃらりー代表取締役社長（現任）[1]。
- 2017年（平成29年）7月 - 株式会社プロジェクトスタジオQ設立 代表取締役社長[1]。
- 2018年（平成30年）7月 - 株式会社MAGES.Lab取締役。
- 2019年（平成31年）2月 - 株式会社リド代表取締役社長。
- 2019年（令和元年）11月 - 株式会社リアルタイムビジュアルラボ（現・株式会社LOGIC&MAGIC）設立 代表取締役社長（現任）[1]。
- 2022年（令和4年）1月 - 株式会社Acro代表取締役[15]
- 2022年（令和4年）1月 - 株式会社VIRTUAL&MAGIC（現・株式会社ROLL PROJECT）代表取締役
- 2022年（令和4年）3月 - 株式会社VirtualStudio（現・株式会社LaRa）代表取締役社長[16]
- 2022年（令和4年）3月 - 株式会社Acro-music代表取締役[16]
- 2023年（令和5年）10月 - 株式会社バーチャルキャスト代表取締役社長[8]

## 作品一覧

### テレビアニメ
- 2006年 Strawberry Panic（製作）
- 2006年 RAY THE ANIMATION（製作）
- 2009年 ティアーズ・トゥ・ティアラ（エグゼクティブプロデューサー）
- 2009年 CANAAN（エグゼクティブプロデューサー）
- 2011年 探偵オペラ ミルキィホームズ サマー・スペシャル（エグゼクティブプロデューサー）
- 2012年 探偵オペラ ミルキィホームズ 第2幕（エグゼクティブプロデューサー）
- 2012年 うぽって!!（製作）
- 2012年 探偵オペラ ミルキィホームズ Alternative ONE & TWO（エグゼクティブプロデューサー）
- 2012年 えびてん 公立海老栖川高校天悶部（製作）
- 2012年 うーさーのその日暮らし（企画）
- 2013年 D.C.III 〜ダ・カーポIII〜（エグゼクティブプロデューサー）
- 2013年 戦勇。（エグゼクティブプロデューサー）
- 2013年 生徒会の一存 Lv.2（製作）
- 2013年 RDG レッドデータガール（製作）
- 2013年 うたの☆プリンスさまっ♪ マジLOVE2000%（エグゼクティブプロデューサー）
- 2013年 あいうら（エグゼクティブプロデューサー）
- 2013年 Fate/kaleid liner プリズマ☆イリヤ（製作）
- 2013年 戦姫絶唱シンフォギアG（エグゼクティブプロデューサー）
- 2013年 WHITE ALBUM2（エグゼクティブプロデューサー）
- 2014年 うーさーのその日暮らし 覚醒編（企画）
- 2014年 メカクシティアクターズ（企画）
- 2014年 アルドノア・ゼロ（企画）
- 2014年 テラフォーマーズ（企画）
- 2014年 山賊の娘ローニャ（制作統括）
- 2015年 ダンジョンに出会いを求めるのは間違っているだろうか（企画）
- 2015年 うたの☆プリンスさまっ♪ マジLOVEレボリューションズ（エグゼクティブプロデューサー）
- 2015年 戦姫絶唱シンフォギアGX（エグゼクティブプロデューサー）
- 2015年 うたわれるもの 偽りの仮面（エグゼクティブプロデューサー）
- 2015年 俺がお嬢様学校に「庶民サンプル」としてゲッツされた件（製作委員会）
- 2016年 テラフォーマーズ リベンジ（企画）
- 2016年 うたの☆プリンスさまっ♪ マジLOVEレジェンドスター（エグゼクティブプロデューサー）
- 2017年 アイドル事変（企画）
- 2017年 ソード・オラトリア ダンジョンに出会いを求めるのは間違っているだろうか外伝（企画）
- 2017年 戦姫絶唱シンフォギアAXZ（エグゼクティブプロデューサー）
- 2018年 LOST SONG（企画）
- 2019年 バーチャルさんはみている（統括スーパーバイザー）
- 2019年 明治東亰恋伽（企画）
- 2019年 戦姫絶唱シンフォギアXV（エグゼクティブプロデューサー）

### Webアニメ
- 2008年 ペンギン娘♥はぁと（企画協力）

### OVA
- 2011年 英雄伝説 空の軌跡 THE ANIMATION（エグゼクティブプロデューサー）
- 2014年 テラフォーマーズ バグズ2号編（企画）

### アニメ映画
- 2010年 魔法少女リリカルなのは The MOVIE 1st（エグゼクティブプロデューサー）
- 2012年 図書館戦争 革命のつばさ（製作）
- 2012年 魔法少女リリカルなのは The MOVIE 2nd A's（エグゼクティブプロデューサー）
- 2015年 劇場版 明治東亰恋伽 〜弦月の小夜曲〜（エグゼクティブプロデューサー）
- 2016年 劇場版 明治東亰恋伽 〜花鏡の幻想曲〜（エグゼクティブプロデューサー）
- 2017年 メアリと魔女の花（製作委員会）
- 2017年 魔法少女リリカルなのは Reflection（エグゼクティブプロデューサー）
- 2018年 魔法少女リリカルなのは Detonation（エグゼクティブプロデューサー）

### その他
- Animelo Summer Live（エグゼクティブプロデューサー）